# Preszly Elemér
Preszly Elemér Lajos Géza (Dunaalmás, 1877. július 22.– Vác, 1971. január 20.), Pest-Pilis-Solt-Kiskun vármegye főispánja, országgyűlési képviselő, ügyvéd.

## Élete
Apja Preszly Gyula (1847–1936), a dunagőzhajózási társaság váci állomásának főügynöke, anyja Rátkay Karolina (1855–1939). Anyai nagybátyja Rátkay László (1853–1933), országgyűlési képviselő, népszínműíró, politikus.
A középiskolát Vácon és Győrött, a jogot a budapesti tudományegyetemen végezte, 1901-ben jogi doktorrá avatták. 1903-ban ügyvédi oklevelet szerzett, majd Vácon nyitott irodát. A Függetlenségi és 48-as Párt programjával 1909 és 1918 között a váci kerület országgyűlési képviselője. 1917-ben Pest-Pilis-Solt-Kiskun vármegye és Dunántúl hadigondozó kormánybiztosa. Az I. világháborúban népfölkelő százados. 1920. május 3-án Pest-Pilis-Solt-Kiskun vármegye főispánjává nevezték ki. 1935. március 1-jétől a Belügyminisztérium államtitkára, lemondása, 1936. november 1. után ismét Pest-Pilis-Solt-Kiskun vármegye főispánja. 1935 és 1939 között a ceglédi kerület országgyűlési képviselője.

## Házassága és leszármazottjai
1901. decemberében eljegyezte Nikitits Annát (Vác, 1880. június 24.), akinek a szülei Nikitits Sándor (1848–1908), királyi tanácsos, ügyvéd, és Kammerer Emília voltak. Preszly Elemér és Nikitits Anna frigyéből született:
- Preszly Anna Mária (? – †Vác, 1976. szeptember 1.). Férje: ifjabb dr. Temple Rezső (Budapest, 1902. május 16. – Budapest, 1947. április 5.), ügyvéd, országgyűlési képviselő, a Gresham-kávéház tulajdonosa.[9]
- Preszly László (? – †Budapest, 1978. december 4.), jogtanácsos. Neje: Patonai Mária.[10]

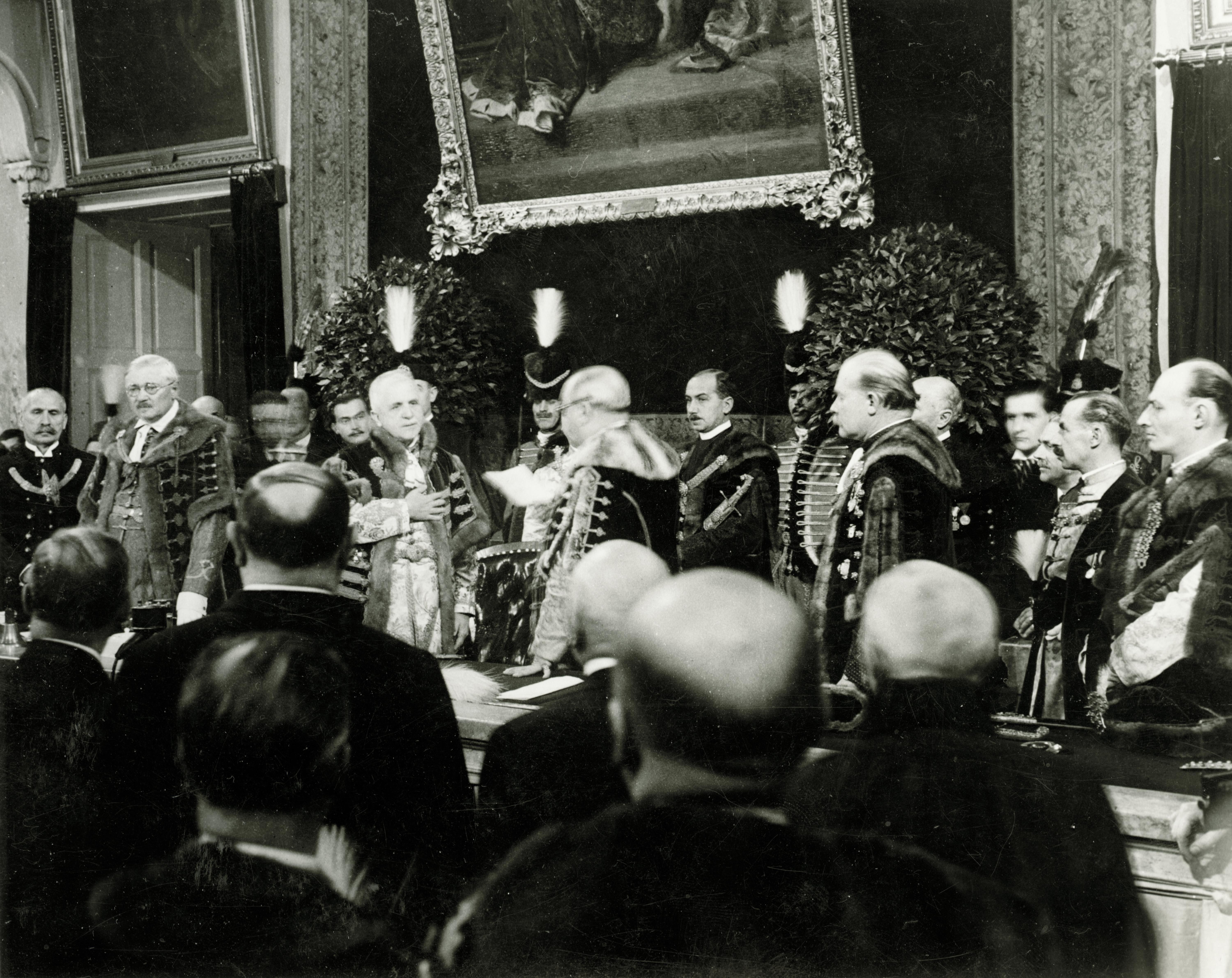
Városház utca, Pesti Vármegyeháza. Preszly Elemér Pest-Pilis-Solt-Kiskun vármegye főispánjának beiktatása, az esküszöveget Neÿ Géza Pest-Pilis-Solt-Kiskun vármegye főszolgabírája olvassa. (1936)